# Eurithia pilosigena
Eurithia pilosigena là một loài ruồi trong họ Tachinidae.